# Могила Баба (урочище)
Урочище Могила Баба — ландшафтний заказник місцевого значення. Заказник розташований поблизу сіл Межиріч та Булахівка Павлоградського району Дніпропетровської області.
Площа заказника — 625,7 га, створений у 2009 році.